# Ginástica de trampolim nos Jogos Pan-Americanos de 2011 - Feminino
A competição feminina foi um dos eventos da ginástica de trampolim nos Jogos Pan-Americanos de 2011. Foi disputada no Complexo Nissan de Ginástica nos dias 17 e 18 de outubro.

## Calendário
Horário local (UTC-6).
| Data          | Horário | Fase         |
| ------------- | ------- | ------------ |
| 17 de outubro | 17:20   | Qualificação |
| 18 de outubro | 17:15   | Final        |

## Medalhistas
| Ouro   | CAN Rosannagh MacLennan |
| Prata  | USA Dakota Earnest      |
| Bronze | USA Alana Williams      |

## Resultados

### Qualificação
| Pos. | Ginasta             | País               | Total   | Obs. |
| ---- | ------------------- | ------------------ | ------- | ---- |
| 1    | Karen Cockburn      | CAN Canadá         | 102.390 | Q    |
| 2    | Rosannagh MacLennan | CAN Canadá         | 101.195 | Q    |
| 3    | Dakota Earnest      | USA Estados Unidos | 95.850  | Q    |
| 4    | Giovanna Matheus    | BRA Brasil         | 95.565  | Q    |
| 5    | Alaina Williams     | USA Estados Unidos | 92.885  | Q    |
| 6    | Daienne Lima        | BRA Brasil         | 90.990  | Q    |
| 7    | Yunairi Soccarras   | CUB Cuba           | 85.715  | Q    |
| 8    | Gemma Zamudio       | MEX México         | 57.310  | Q    |

### Final
| Pos.              | Ginasta             | País               | Total  | Obs. |
| ----------------- | ------------------- | ------------------ | ------ | ---- |
| Medalha de ouro   | Rosannagh MacLennan | CAN Canadá         | 53.975 |      |
| Medalha de prata  | Dakota Earnest      | USA Estados Unidos | 51.060 |      |
| Medalha de bronze | Alaina Williams     | USA Estados Unidos | 48.380 |      |
| 4                 | Gemma Zamudio       | MEX México         | 27.775 |      |
| 5                 | Giovanna Matheus    | BRA Brasil         | 21.115 |      |
| 6                 | Daienne Lima        | BRA Brasil         | 15.250 |      |
| 7                 | Yunairi Soccarras   | CUB Cuba           | 9.835  |      |
|                   | Karen Cockburn      | CAN Canadá         |        | DNS  |

Legenda
| Recorde mundial                  | Recorde mundial (World record)               |                       | Recorde africano                      | Recorde africano (African) |                                           | Q | Classificado por posição (Qualified) |
| Recorde dos Jogos Pan-Americanos | Recorde pan-americano (Pan-American record)  | Recorde da América    | Recorde da América (Americas)         | q                          | Classificado por melhor tempo (Qualified) |   |                                      |
| Melhor marca do ano              | Melhor marca do ano (World leading)          | Recorde asiático      | Recorde asiático (Asian)              | DNS                        | Não largou (Did not start)                |   |                                      |
| Recorde nacional                 | Recorde nacional (National record)           | Recorde europeu       | Recorde europeu (European)            | DNF                        | Não terminou (Did not finish)             |   |                                      |
| Recorde pessoal                  | Recorde pessoal do atleta (Personal best)    | Recorde da Oceania    | Recorde da Oceania (Oceania)          | DSQ / DQ                   | Desclassificado (Disqualified)            |   |                                      |
| Recorde da temporada             | Recorde da temporada do atleta (Season best) | Recorde sul-americano | Recorde sul-americano (South America) | NM                         | Sem marca (No mark)                       |   |                                      |